# Cymatura holonigra
Cymatura holonigra es una especie de escarabajo longicornio del género Cymatura, tribu Xylorhizini, subfamilia Lamiinae. Fue descrita científicamente por Breuning en 1954.
La especie se mantiene activa durante los meses de enero, marzo, junio y diciembre.

## Descripción
Mide 16-23 milímetros de longitud.

## Distribución
Se distribuye por Burundi y República Democrática del Congo.